# Estado de sítio no Brasil
No direito brasileiro, o estado de sítio é um instrumento para investir o Presidente da República de poderes excepcionais e temporários num período de crise. Ele e o estado de defesa são as formas de estado de exceção previstas pela Constituição atual, de 1988, para situações de ameaça à estrutura do Estado ou ordem social. O instrumento ou seus equivalentes existem em todas as constituições brasileiras, com variações conforme a estrutura do Estado era mais ou menos democrática e centralizada.

## Funcionamento na Constituição de 1988
Na Constituição de 1988, o presidente pode solicitar o estado de sítio nos casos definidos no inciso I do artigo 137 (comoção grave de repercussão nacional ou ocorrência de fatos que comprovem a ineficácia de medida tomada durante o estado de defesa) ou inciso II (declaração de estado de guerra ou resposta à agressão armada estrangeira). Ele deve ouvir o Conselho da República e o Conselho de Defesa Nacional e obter a autorização prévia de uma maioria absoluta do Congresso Nacional. O decreto que institui o estado de sítio define o seu prazo e quais garantias constitucionais serão suspensas. Nos casos do inciso I, o prazo máximo é de 30 dias, podendo ser sucessivamente prorrogado, mas nunca por mais de 30 dias em cada prorrogação. Nos casos do inciso II, o estado de sítio poderá demorar o quanto durar o estado de beligerância.
Se a proposta for aprovada nos casos de inciso I, o poder público poderá tomar sete medidas contra pessoas e nenhuma outra medida: obrigação de permanência em localidade determinada, detenção em edifício não destinado a acusados ou condenados por crimes comuns, restrições relativas à inviolabilidade da correspondência, ao sigilo das comunicações, à prestação de informações e à liberdade de imprensa, radiodifusão e televisão, na forma da lei, suspensão da liberdade de reunião, busca e apreensão em domicílio, intervenção em empresas de serviços públicos e requisição de bens. Em estado de sítio para casos do inciso II, quaisquer garantias constitucionais podem ser suspensas desde que previstas no decreto presidencial aprovado pelo Congresso.
O Congresso Nacional exerce controle político do processo: sua Mesa organiza uma comissão de cinco membros para fiscalizar as medidas tomadas, e ao final do sítio, o Presidente deve enviar ao Congresso um relatório de suas atividades. Quaisquer ilícitos cometidos serão responsabilizados e o Presidente poderá ser acionado por crime de responsabilidade. O Poder Judiciário exerce controle jurisdicional, podendo corrigir abusos ou excessos enquanto vigora o sítio. Além disto, durante a vigência não são permitidas alterações no texto constitucional.

## História
Conforme um levantamento do Senado Federal, a Primeira República Brasileira (1889–1930) esteve em estado de sítio por 2 365 dias, equivalentes a mais de seis anos ou mais de 15% dos mandados presidenciais. O governo de Artur Bernardes, em especial, foi passado em sua maior parte com o estado de sítio em vigor: 1 287 dias de um quadriênio de 1 460 dias, ou 88,15% do total.

### Primeira República
| Início                  | Fim                     | Área                                         | Presidente                        | Motivação                                            |
| ----------------------- | ----------------------- | -------------------------------------------- | --------------------------------- | ---------------------------------------------------- |
| 3 de novembro de 1891   | 23 de novembro de 1891  |                                              | Deodoro da Fonseca                | Golpe de Três de Novembro                            |
| 10 de abril de 1892     | 13 de abril de 1892     |                                              | Floriano Peixoto                  |                                                      |
| 10 de setembro de 1893  | 20 de setembro de 1893  |                                              | Floriano Peixoto                  | Revolta da Armada e Revolução Federalista            |
| 25 de setembro de 1893  | 9 de outubro de 1893    |                                              | Floriano Peixoto                  | Revolta da Armada e Revolução Federalista            |
| 13 de outubro de 1893   | 31 de agosto de 1894    |                                              | Floriano Peixoto                  | Revolta da Armada e Revolução Federalista            |
| 12 de novembro de 1897  | 31 de janeiro de 1898   |                                              | Prudente de Morais                | Atentado contra Prudente de Morais                   |
| 16 de novembro de 1904  | 14 de março de 1904     |                                              | Rodrigues Alves                   | Revolta da Vacina                                    |
| 12 de dezembro de 1910  | 12 de janeiro de 1911   |                                              | Hermes da Fonseca                 | Resposta contra os revoltosos na Ilha das Cobras     |
| 4 de março de 1914      | outubro de 1914         |                                              | Hermes da Fonseca                 |                                                      |
| 16 de novembro de 1917  | 31 de dezembro de 1918  |                                              | Venceslau Brás                    | Entrada do Brasil na Primeira Guerra Mundial         |
| 5 de julho de 1922      | 23 de dezembro de 1923  | Distrito Federal e Rio de Janeiro            | Epitácio Pessoa e Artur Bernardes | Revolta dos 18 do Forte de Copacabana                |
| 19 de março de 1924     | 5 de abril de 1924      | Bahia                                        | Artur Bernardes e Washington Luís | Posse de Góis Calmon                                 |
| 5 de julho de 1924      | 31 de dezembro de 1926  | Distrito Federal, Rio de Janeiro e São Paulo | Artur Bernardes e Washington Luís | Revolta Paulista e revoltas tenentistas subsequentes |
| 14 de julho de 1924     | 31 de dezembro de 1924  | Bahia                                        | Artur Bernardes e Washington Luís | Revolta Paulista e revoltas tenentistas subsequentes |
| 14 de julho de 1924     | 31 de dezembro de 1924  | Sergipe                                      | Artur Bernardes e Washington Luís | Revolta Paulista e revoltas tenentistas subsequentes |
| 27 de julho de 1924     | 31 de dezembro de 1924  | Amazonas e Pará                              | Artur Bernardes e Washington Luís | Revolta Paulista e revoltas tenentistas subsequentes |
| 26 de agosto de 1924    | 31 de dezembro de 1925  | Mato Grosso                                  | Artur Bernardes e Washington Luís | Revolta Paulista e revoltas tenentistas subsequentes |
| 17 de setembro de 1924  | 14 de outubro de 1925   | Paraná                                       | Artur Bernardes e Washington Luís | Revolta Paulista e revoltas tenentistas subsequentes |
| 17 de novembro de 1924  | 7 de fevereiro de 1927  | Rio Grande do Sul                            | Artur Bernardes e Washington Luís | Revolta Paulista e revoltas tenentistas subsequentes |
| 1 de janeiro de 1925    | 14 de outubro de 1925   | Santa Catarina                               | Artur Bernardes e Washington Luís | Revolta Paulista e revoltas tenentistas subsequentes |
| 2 de janeiro de 1925    | 31 de dezembro de 1926  | Sergipe, Amazonas e Pará                     | Artur Bernardes e Washington Luís | Revolta Paulista e revoltas tenentistas subsequentes |
| 21 de fevereiro de 1925 | 3 de novembro de 1925   | Bahia                                        | Artur Bernardes e Washington Luís | Revolta Paulista e revoltas tenentistas subsequentes |
| 31 de dezembro de 1925  | 10 de fevereiro de 1927 | Goiás                                        | Artur Bernardes e Washington Luís | Revolta Paulista e revoltas tenentistas subsequentes |
| 23 de abril de 1926     | 30 de outubro de 1926   | Ceará                                        | Artur Bernardes e Washington Luís | Revolta Paulista e revoltas tenentistas subsequentes |
| 30 de outubro de 1926   | 10 de fevereiro de 1927 | Mato Grosso                                  | Artur Bernardes e Washington Luís | Revolta Paulista e revoltas tenentistas subsequentes |
| 31 de dezembro de 1926  | 26 de janeiro de 1927   | Santa Catarina                               | Artur Bernardes e Washington Luís | Revolta Paulista e revoltas tenentistas subsequentes |
| 4 de outubro            | 31 de dezembro          |                                              | Washington Luís                   | Revolução de 1930                                    |

### Segunda República
| Início                 | Fim                    | Presidente     | Motivação           | Ref    |
| ---------------------- | ---------------------- | -------------- | ------------------- | ------ |
| 25 de novembro de 1935 | 15 de dezembro de 1935 | Getúlio Vargas | Intentona Comunista | [ 42 ] |

### Quarta República
| Início                 | Fim               | Presidente  | Motivação                                | Ref    |
| ---------------------- | ----------------- | ----------- | ---------------------------------------- | ------ |
| 24 de novembro de 1955 | fevereiro de 1956 | Nereu Ramos | Garantir a Posse de Juscelino Kubitschek | [ 41 ] |